# Зіяеддін Табатабаї
Зіяеддін Табатабаї (перс. سید ضیاءالدین طباطبایی‎; червень 1889 — 29 серпня 1969) — перський журналіст, державний та політичний діяч, прем'єр-міністр країни від кінця лютого до початку червня 1921 року.

## Життєпис
Народився в Ширазі в родині відомого шиїтського священика. Початкову освіту здобував у Тебризі. У 16-річному віці почав видавати власну газету Nedaye Islam. У 20 років разом з батьками переїхав до Тегерана, де видавав опозиційну газету Sharq, через що був засуджений до арешту, але уникнув його, сховавшись в австро-угорському посольстві. 1911 року виїхав до Європи, де жив у Парижі й Лондоні. На батьківщину повернувся 1913. За рік почав видавати газету Ra'ad, а після її закриття владою — газету Bargh. 1917 року перебував у Петрограді, де став свідком Лютневої революції й Жовтневого перевороту. Згодом як торговий представник брав участь у перемовинах з урядами Азербайджану, Вірменії та Грузії, які тимчасово здобули незалежність.
На початку 1920-их років підтримував тісні зв'язки з англійцями, що передусім стосувались допомоги в поваленні радянської влади в Ґіляні. Став одним з лідерів державного перевороту, що був здійснений у лютому 1921 року, в результаті якого був усунутий від влади прем'єр-міністр Фатулла Хан Акбар. Після цього вже Табатабаї очолив перський уряд.
Після вступу на посаду ініціював масові арешти в провінціях, що не підтримали зміну влади. Програма Табатабаї передбачала значну модернізацію економічної, земельної та правової систем Персії за європейськими стандартами, в тому числі планувалось вилучення значної кількості землі у поміщиків з подальшою передачею її фермерам. Проти запланованих реформ Табатабаї виступили багато політиків і дворян, та, зрештою, вже на початку червня Ахмад Шах Каджар відправив його у відставку. Табатабаї одразу ж залишив Тегеран, а потім і країну. За добу всіх заарештованих за його наказом було звільнено.
Після відставки Табатабаї понад два десятиріччя провів у Європі. Деякий час намагався торгувати килимами в Берліні, потім безуспішно займався видавництвом книжок у Женеві, а згодом відкрив крамницю килимів у Монтре. 1938 року переїхав до Палестини, де спробував зайнятись фермерським господарством. 1943 повернувся до Ірану, де був обраний депутатом меджлісу від міста Єзд. В останні роки життя був неофіційним радником і довіреною особою Мохаммеда Рези Пахлаві.